# Bourguignon (Doubs)
Bourguignon is een gemeente in het Franse departement Doubs (regio Bourgogne-Franche-Comté) en telt 903 inwoners (1999). De plaats maakt deel uit van het arrondissement Montbéliard.

## Geografie
De oppervlakte van Bourguignon bedraagt 5,6 km², de bevolkingsdichtheid is 161,3 inwoners per km².
De onderstaande kaart toont de ligging van Bourguignon (Doubs) met de belangrijkste infrastructuur en aangrenzende gemeenten.

## Demografie
Onderstaande figuur toont het verloop van het inwonertal (bron: INSEE-tellingen).